# Chrysogaster formosana
Chrysogaster formosana är en tvåvingeart som först beskrevs av Tokuichi Shiraki 1930.  Chrysogaster formosana ingår i släktet ängsblomflugor, och familjen blomflugor.
Artens utbredningsområde är Taiwan. Inga underarter finns listade i Catalogue of Life.